# فرانسيس بيل
وهو سياسي أمريكي ينتمي إلى الحزب الجمهوري ولد فرانسيس جاردين بيل في 28 كانون الثاني - يناير من سنة 1840 في كندا بيل انتقل بيل إلى ولاية نيفادا في سنة 1858. كان فرانسيس بيل قد شغل منصب نائب حاكم على ولاية نيفادا ما بين عامي 1889 إلى عام 1890 وبعدها شغل بيل منصب حاكم على ولاية نيفادا ما بين 21 أيلول من سنة 1890 إلى 5 كانون الثاني من سنة 1891 وأصبح فرانسيس بيل بذلك أول حاكم على ولاية نيفادا لم يولد في الولايات المتحدة الأمريكية توفي فرانسيس جاردين بيل في 13 شباط - فبراير من سنة 1927 في ولاية كاليفورنيا الأمريكية.